# Politique en Charente-Maritime
Le département français de la Charente-Maritime est un département créé le 4 mars 1790 en application de la loi du 22 décembre 1789, à partir des anciennes provinces d'Aunis et de Saintonge. Les 472 actuelles communes de la Charente-Maritime, dont presque toutes sont regroupées en intercommunalités, sont organisées en 51 cantons permettant d'élire les conseillers départementaux. La représentation dans les instances régionales est quant à elle assurée par 18 conseillers régionaux. Le département est également découpé en 5 circonscriptions législatives, et est représenté au niveau national par cinq députés et trois sénateurs. 

## Représentation politique et administrative

### Préfets et arrondissements

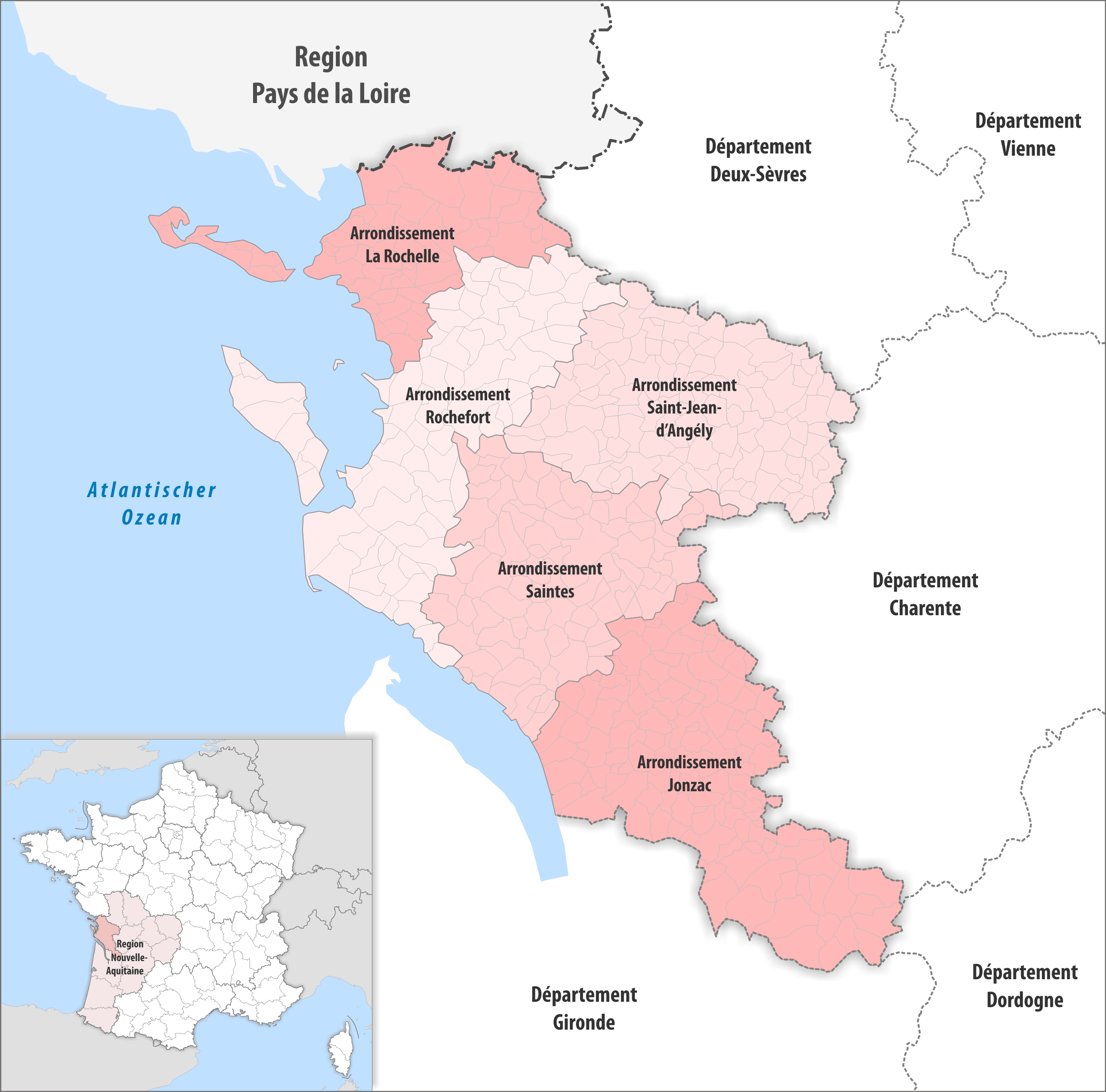
Arrondissements

La préfecture de la Charente-Maritime est localisée à La Rochelle. Le département possède en outre quatre sous-préfectures à Jonzac, Rochefort, Saint-Jean-d'Angély et Saintes. Jusqu'en 1926, une sous-préfecture supplémentaire était située à Marennes.

### Députés et circonscriptions législatives

Circonscriptions et affiliations à l'issue des élections de 2024.

| Circ. | Nom                 |  | Parti | Groupe                    | Suppléant         |
| ----- | ------------------- |  | ----- | ------------------------- | ----------------- |
| 1re   | Olivier Falorni     |  | DVG   | Les Démocrates            | Sabine Gervais    |
| 2e    | Benoît Biteau       |  | LÉ    | Écologiste et social      | Naïma Fedsi       |
| 3e    | Fabrice Barusseau   |  | PS    | Socialistes et apparentés | Françoise Mesnard |
| 4e    | Pascal Markowsky    |  | RN    | Rassemblement national    | Patrick Dugenne   |
| 5e    | Christophe Plassard |  | HOR   | Horizons et indépendants  | Vanessa Parent    |

### Sénateurs
| Nom            |  | Parti | Groupe                  | Autres mandats (passés ou actuels) |
| -------------- |  | ----- | ----------------------- | ---------------------------------- |
| Daniel Laurent |  | LR    | Groupe Les Républicains | Maire de Pons                      |
| Corinne Imbert |  | LR    | Groupe Les Républicains |                                    |
| Mickaël Vallet |  | PS    | Groupe socialiste       |                                    |

### Conseillers départementaux

Cantons et affiliations à l'issue des élections de 2021.

| Canton              | Conseiller Sortant       | Parti | Parti | Conseiller élu           | Parti | Parti |
| ------------------- | ------------------------ | ----- | ----- | ------------------------ | ----- | ----- |
| Aytré               | Guy Denier               |       | PS    | Guillaume Krabal         |       | DVG   |
| Aytré               | Martine Villenave        |       | PS    | Marie Ligonniere         |       | DVG   |
| Chaniers            | Fabrice Barusseau        |       | PS    | Fabrice Barusseau        |       | PS    |
| Chaniers            | Corinne Grégoire         |       | DVG   | Corinne Etourneau        |       | DVG   |
| Châtelaillon-Plage  | Sylvie Marcilly          |       | LR    | Sylvie Marcilly          |       | DVD   |
| Châtelaillon-Plage  | Stéphane Villain         |       | LR    | Stéphane Villain         |       | LR    |
| Île d'Oléron        | Michel Parent            |       | LR    | Christophe Sueur         |       | DVD   |
| Île d'Oléron        | Dominique Rabelle        |       | LR    | Dominique Rabelle        |       | LR    |
| Île de Ré           | Lionel Quillet           |       | DVD   | Patrice Raffarin         |       | DVC   |
| Île de Ré           | Gisèle Vergnon           |       | DVD   | Véronique Richez-Lerouge |       | MoDem |
| La Jarrie           | David Baudon             |       | DVG   | David Baudon             |       | DVG   |
| La Jarrie           | Line Lafougère           |       | DVG   | Marie-Karine Ducrocq     |       | DVG   |
| Jonzac              | Christophe Cabri         |       | DVD   | Christophe Cabri         |       | DVD   |
| Jonzac              | Chantal Guimberteau      |       | DVD   | Chantal Guimberteau      |       | DVD   |
| Lagord              | Christian Fallourd       |       | LR    | Brigitte Desveaux        |       | PP    |
| Lagord              | Évelyne Ferrand          |       | LR    | Marc Maigné              |       | PRG   |
| Marans              | Karine Dupraz            |       | DVG   | Valérie Amy-Moie         |       | DVD   |
| Marans              | Denis Petit              |       | PRG   | Jean-Pierre Servant      |       | DVG   |
| Marennes            | Michèle Bazin            |       | DVG   | Anne Brachet             |       | DVG   |
| Marennes            | Mickaël Vallet           |       | PS    | Mickaël Vallet           |       | PS    |
| Matha               | Corinne Imbert           |       | LR    | Corinne Imbert           |       | LR    |
| Matha               | Jean-Marie Roustit       |       | DVD   | Stéphane Chedouteaud     |       | DVD   |
| Pons                | Marie-Christine Bureau   |       | DVD   | Jacky Botton             |       | DVD   |
| Pons                | Jacky Quesson            |       | DVD   | Marie-Christine Bureau   |       | DVD   |
| Rochefort           | Caroline Campodarve      |       | LR    | Caroline Campodarve      |       | LR    |
| Rochefort           | Gérard Pons              |       | LR    | Gérard Pons              |       | LR    |
| La Rochelle-1       | Marylise Fleuret-Pagnoux |       | PRG   | Marylise Fleuret-Pagnoux |       | PRG   |
| La Rochelle-1       | Pierre Malbosc           |       | PRG   | Christophe Bertaud       |       | DVG   |
| La Rochelle-2       | Patricia Friou           |       | DVG   | Dominique Guégo          |       | DVG   |
| La Rochelle-2       | Dominique Guégo          |       | DVG   | Marie Nédellec           |       | DVG   |
| La Rochelle-3       | Nadège Désir             |       | PRG   | Marion Pichot            |       | EÉLV  |
| La Rochelle-3       | Pierre Robin             |       | PRG   | Jean-Marc Soubeste       |       | EÉLV  |
| Royan               | Dominique Bussereau      |       | DVD   | Patrice Libelli          |       | DVD   |
| Royan               | Marie-Pierre Quentin     |       | LR    | Marie-Pierre Quentin     |       | LR    |
| Saint-Jean-d'Angély | Caroline Aloe            |       | DVD   | Caroline Aloé            |       | DVD   |
| Saint-Jean-d'Angély | Jean-Claude Godineau     |       | UDI   | Jean-Claude Godineau     |       | UDI   |
| Saint-Porchaire     | Michel Doublet           |       | LR    | Michel Doublet           |       | LR    |
| Saint-Porchaire     | Brigitte Seguin          |       | DVD   | Brigitte Seguin          |       | DVD   |
| Saintes             | Christophe Dourthe       |       | PS    | Véronique Abelin-Drapron |       | UDI   |
| Saintes             | Isabelle Blesson         |       | PS    | Philippe Callaud         |       | UDI   |
| Saintonge Estuaire  | Françoise de Roffignac   |       | LR    | Françoise de Roffignac   |       | LR    |
| Saintonge Estuaire  | Loïc Girard              |       | DVD   | Loïc Girard              |       | DVD   |
| Saujon              | Pascal Ferchaud          |       | PRG   | Pascal Ferchaud          |       | PRG   |
| Saujon              | Ghislaine Guillen        |       | PRG   | Ghislaine Guillen        |       | PRG   |
| Surgères            | Catherine Desprez        |       | LR    | Catherine Desprez        |       | LR    |
| Surgères            | Gilles Gay               |       | DVD   | Gilles Gay               |       | DVD   |
| Thénac              | Alexandre Grenot         |       | DVD   | Alexandre Grenot         |       | DVD   |
| Thénac              | Sylvie Mercier           |       | DVD   | Sylvie Mercier           |       | DVD   |
| Tonnay-Charente     | Christian Branger        |       | DVD   | Patricia François        |       | DVG   |
| Tonnay-Charente     | Marie-Chantal Périer     |       | LR    | Lionel Pacaud            |       | DVG   |
| La Tremblade        | Fabienne Aucouturier     |       | DVD   | Fabienne Labarrière      |       | DVD   |
| La Tremblade        | Jean-Pierre Tallieu      |       | UDI   | Jean Prou                |       | DVD   |
| Les Trois Monts     | Brigitte Rokvam          |       | DVD   | Jeanne Blanc             |       | DVG   |
| Les Trois Monts     | Bernard Seguin           |       | DVD   | Yves Poujade             |       | DVG   |

### Conseillers régionaux
Présidence : Alain Rousset (Gironde)
|            | Parti | Siège |
| ---------- | ----- | ----- |
| Majorité   |       |       |
|            | PS    | 3     |
|            | PRG   | 2     |
|            | DVG   | 2     |
|            | PCF   | 1     |
|            | PP    | 1     |
| Opposition |       |       |
|            | RN    | 4     |
|            | LR    | 2     |
|            | EELV  | 2     |
|            | UDI   | 1     |
|            | MoDem | 1     |
|            | DVD   | 1     |

### Maires

Carte des 472 communes de la Côte-d'Or au 1er janvier 2022.

| Commune     | Maire                   |  | Parti | Élection | Population |
| ----------- | ----------------------- |  | ----- | -------- | ---------- |
| La Rochelle | Jean-François Fountaine |  | DVG   | 2014     | 75 736     |
| Rochefort   | Hervé Blanché           |  | LR    | 2014     | 24 047     |
| Saintes     | Bruno Drapron           |  | UDI   | 2020     | 25 355     |

## Tendances et résultats politiques
|      |      |      |      |      |      |      |      |      | 1re                                                | 1re                                                | 2e                                                 | 2e                                                 | 3e                                                 | 3e                                                 | 4e                                                 | 4e                                                 | 5e                                                 | 5e                                                 |
| ---- | ---- | ---- | ---- | ---- | ---- | ---- | ---- | ---- | -------------------------------------------------- | -------------------------------------------------- | -------------------------------------------------- | -------------------------------------------------- | -------------------------------------------------- | -------------------------------------------------- | -------------------------------------------------- | -------------------------------------------------- | -------------------------------------------------- | -------------------------------------------------- |
| 2024 | 2024 | 2024 | 2024 | 2024 | 2024 | 2024 | 2024 | 2024 |                                                    | GRS                                                |                                                    | LÉ                                                 |                                                    | PS                                                 |                                                    | RN                                                 |                                                    | HOR                                                |
| 2022 | 2022 | 2022 | 2022 | 2022 | 2022 | 2022 | 2022 | 2022 |                                                    | PRG                                                |                                                    | MoDem                                              |                                                    | LREM                                               |                                                    | LREM                                               |                                                    | HOR                                                |
| 2017 | 2017 | 2017 | 2017 | 2017 | 2017 | 2017 | 2017 | 2017 |                                                    | PRG                                                |                                                    | LREM                                               |                                                    | LREM                                               |                                                    | LREM                                               |                                                    | LR                                                 |
| 2012 | 2012 | 2012 | 2012 | 2012 | 2012 | 2012 | 2012 | 2012 |                                                    | MUP                                                |                                                    | PS                                                 |                                                    | PS                                                 |                                                    | UMP                                                |                                                    | UMP                                                |
| 2007 | 2007 | 2007 | 2007 | 2007 | 2007 | 2007 | 2007 | 2007 |                                                    | PS                                                 |                                                    | UMP                                                |                                                    | PS                                                 |                                                    | UMP                                                |                                                    | UMP                                                |
| 2002 | 2002 | 2002 | 2002 | 2002 | 2002 | 2002 | 2002 | 2002 |                                                    | PS                                                 |                                                    | UMP                                                |                                                    | UMP                                                |                                                    | UMP                                                |                                                    | UMP                                                |
| 1997 | 1997 | 1997 | 1997 | 1997 | 1997 | 1997 | 1997 | 1997 |                                                    | PRS                                                |                                                    | PS                                                 |                                                    | PS                                                 |                                                    | UDF                                                |                                                    | RPR                                                |
| 1993 | 1993 | 1993 | 1993 | 1993 | 1993 | 1993 | 1993 | 1993 |                                                    | RPR                                                |                                                    | UDF                                                |                                                    | UDF                                                |                                                    | UDF                                                |                                                    | RPR                                                |
| 1988 | 1988 | 1988 | 1988 | 1988 | 1988 | 1988 | 1988 | 1988 |                                                    | MRG                                                |                                                    | UDF                                                |                                                    | PS                                                 |                                                    | PS                                                 |                                                    | RPR                                                |
| 1986 | 1986 | 1986 | 1986 | 1986 | 1986 | 1986 | 1986 | 1986 | Scrutin proportionnel plurinominal par département | Scrutin proportionnel plurinominal par département | Scrutin proportionnel plurinominal par département | Scrutin proportionnel plurinominal par département | Scrutin proportionnel plurinominal par département | Scrutin proportionnel plurinominal par département | Scrutin proportionnel plurinominal par département | Scrutin proportionnel plurinominal par département | Scrutin proportionnel plurinominal par département | Scrutin proportionnel plurinominal par département |
| 1981 | 1981 | 1981 | 1981 | 1981 | 1981 | 1981 | 1981 | 1981 |                                                    | MRG                                                |                                                    | UDF                                                |                                                    | PS                                                 |                                                    | PS                                                 |                                                    | RPR                                                |
| 1978 | 1978 | 1978 | 1978 | 1978 | 1978 | 1978 | 1978 | 1978 |                                                    | MRG                                                |                                                    | DVD                                                |                                                    | PS                                                 |                                                    | PS                                                 |                                                    | RPR                                                |
| 1973 | 1973 | 1973 | 1973 | 1973 | 1973 | 1973 | 1973 | 1973 |                                                    | MRG                                                |                                                    | UDR                                                |                                                    | CDP                                                |                                                    | RI                                                 |                                                    | UDR                                                |
| 1968 | 1968 | 1968 | 1968 | 1968 | 1968 | 1968 | 1968 | 1968 |                                                    | UDR                                                |                                                    | UDR                                                |                                                    | CD                                                 |                                                    | RI                                                 |                                                    | UDR                                                |
| 1967 | 1967 | 1967 | 1967 | 1967 | 1967 | 1967 | 1967 | 1967 |                                                    | UD-Ve                                              |                                                    | UD-Ve                                              |                                                    | CD                                                 |                                                    | FGDS                                               |                                                    | UD-Ve                                              |
| 1962 | 1962 | 1962 | 1962 | 1962 | 1962 | 1962 | 1962 | 1962 |                                                    | UNR-UDT                                            |                                                    | UNR-UDT                                            |                                                    | CNIP                                               |                                                    | Rad                                                |                                                    | UNR-UDT                                            |
| 1958 | 1958 | 1958 | 1958 | 1958 | 1958 | 1958 | 1958 | 1958 |                                                    | CNIP                                               |                                                    | UNR                                                |                                                    | DVD                                                |                                                    | CNIP                                               |                                                    | CNIP                                               |